# Ulice bogów. Produkcja Fleczer
Ulice bogów. Produkcja Fleczer – album studyjny polskiego rapera Miuosha. Wydawnictwo ukazało się 7 października 2015 roku nakładem wytwórni muzycznej Fandango Records. Płyta została w całości wyprodukowana przez Fleczera, mającego w dorobku współpracę m.in. z takimi wykonawcami jak: Onar, Solar, czy Rufuz. Materiał był promowany teledyskami do utworów „Za mną” oraz „Byliśmy” / „1.5”.
Album dotarł do 1. miejsca polskiej listy przebojów – OLiS i uzyskał status złotej płyty.

## Lista utworów
Opracowano na podstawie materiału źródłowego.
1. „Intro / Przerwa” – 2:42
2. „Sinusoida” – 4:58
3. „Ulice bogów” – 3:44
4. „Chicago” – 3:42
5. „Za mną” – 4:01
6. „Brud i tusz” (gościnnie: Kasia Golomska) – 5:03
7. „Ambicje” – 4:48
8. „Byliśmy” / „1.5” – 4:25
9. „Małpy” – 3:34
10. „Po drugiej stronie” (gościnnie: The Voices) – 5:04
11. „Wizje” (gościnnie: Budka Suflera) – 4:23
12. „Outro” / „Bez przerwy” – 2:06